# 스페니쉬 어페어
스페니쉬 어페어(Ocho apellidos vascos, Spanish Affair)는 스페인에서 제작된 에밀리오 마르티네즈 라자로 감독의 2014년 코미디, 멜로/로맨스 영화이다. 클라라 라고 등이 주연으로 출연하였다.

## 출연

### 주연
- 클라라 라고
- 다니 로비라

### 조연
- 카라 엘레할데
- 카르멘 마치